# Thorstein Thomsen
Thorstein Thomsen (født 26. juli 1950 i Gentofte, død 16. september 2021)
var en dansk forfatter og musiker. I 1970'erne var han medlem af bandet Charlatangruppen. I 1979 deltog han med sangen "Maja og Bruttonationalproduktet" i Dansk Melodi Grand Prix sammen med Pia Dalsgaard.
Han skrev romaner og børnebøger. En af hans børnebøger, Da Lotte blev usynlig, blev filmatiseret som tv-serie af DR. Han skrev også filmmanuskripter, bl.a. til filmen Farligt venskab.
Sammen med Jan Irhøj var han med til at udgive musik til børn, bl.a. trafikbåndet Max og Antonette og Badmads.
I sin barndom boede han i det såkaldte "Sportshus" på Christian X's Allé nummer 102, som nabo til forfatteren Carl Erik Soya.
Torstein Thomsen oversatte også børnebogen Uglebørnene (en) af Martin Waddell (no) (1993, originaltitel Owl Babies)

## Filmografi
- Farligt venskab (1995)